# Пащин Микола Петрович
Микола Петрович Пащин (25 січня 1904, місто Одеса — 13 грудня 1958, місто Київ) — радянський діяч, голова Комітетів у справах культурно-освітніх установ та у справах мистецтв при Раді міністрів УРСР, директор Київської студії телебачення. Кандидат мистецтвознавства (1954).

## Життєпис
Народився в робітничій родині. До 1919 року навчався в Одеському комерційному училищі. У 1919 році перебував у Червоній армії.
Трудову діяльність розпочав із шістнадцятирічного віку. З 1920 по 1922 рік працював робітником Одеського суднобудівного заводу.
У 1923—1926 роках — завідувач клубу Спілки деревообробників у місті Одесі.
У 1926—1929 роках — інструктор самоосвіти, інструктор клубного відділу при Одеській окружній політосвіті.
З 1929 по 1930 рік викладав в Українській радпартшколі міста Одеси.
Член ВКП(б) з 1930 року.
У 1930—1931 роках — інспектор мистецтв секції народної освіти Одеської міської ради.
У 1931—1932 роках — директор Одеського драматичного театру революції.
У 1932—1934 роках — завідувач сектора мистецтв Одеського обласного відділу народної освіти.
У 1933 році закінчив Одеський інститут професіональної освіти.
У 1934—1940 роках — директор Одеського театру опери та балету імені Луначарського.
У 1940—1944 роках — директор Київського державного театру опери та балету імені Тараса Шевченка в містах Києві та Уфі. Під час німецько-радянської війни керував бригадою народних та заслужених артистів УРСР, яка виїжджала з концертами на фронт.
У січні 1945 — березні 1947 року — голова Комітету у справах культурно-освітніх установ при Раді міністрів УРСР.
У березні 1947 — 29 травня 1950 роках — голова Комітету у справах мистецтв при Раді міністрів УРСР.
У 1950—1952 роках — директор Київського державного академічного театру опери та балету імені Тараса Шевченка.
У 1952 — 13 грудня 1958 року — директор Київської студії телебачення.
У 1954 році захистив кандидатську дисертацію «Патріотична діяльність українського радянського театру в роки Великої Вітчизняної війни».
Раптово помер 13 грудня 1958 року в місті Києві.

## Нагороди
- орден Трудового Червоного Прапора (23.01.1948)
- орден «Знак Пошани»
- медаль «За перемогу над Німеччиною у Великій Вітчизняній війні 1941—1945 рр.» (1945)
- медаль «За доблесну працю у Великій Вітчизняній війні 1941—1945 рр.»
- медалі